# Olympijský stadion (Baku)
Olympijský stadion v Baku je víceúčelový stadion v Baku v Ázerbájdžánu, sloužící zejména pro fotbal a atletiku. Jeho kapacita činí 69 870 diváků. Otevřen byl v roce 2015 a následně sloužil jako ústřední dějiště prvních Evropských her. Hraje zde ázerbájdžánská fotbalová reprezentace a své mezinárodní zápasy také klub Qarabağ FK.